# Heeresfeldbahnübung 1909

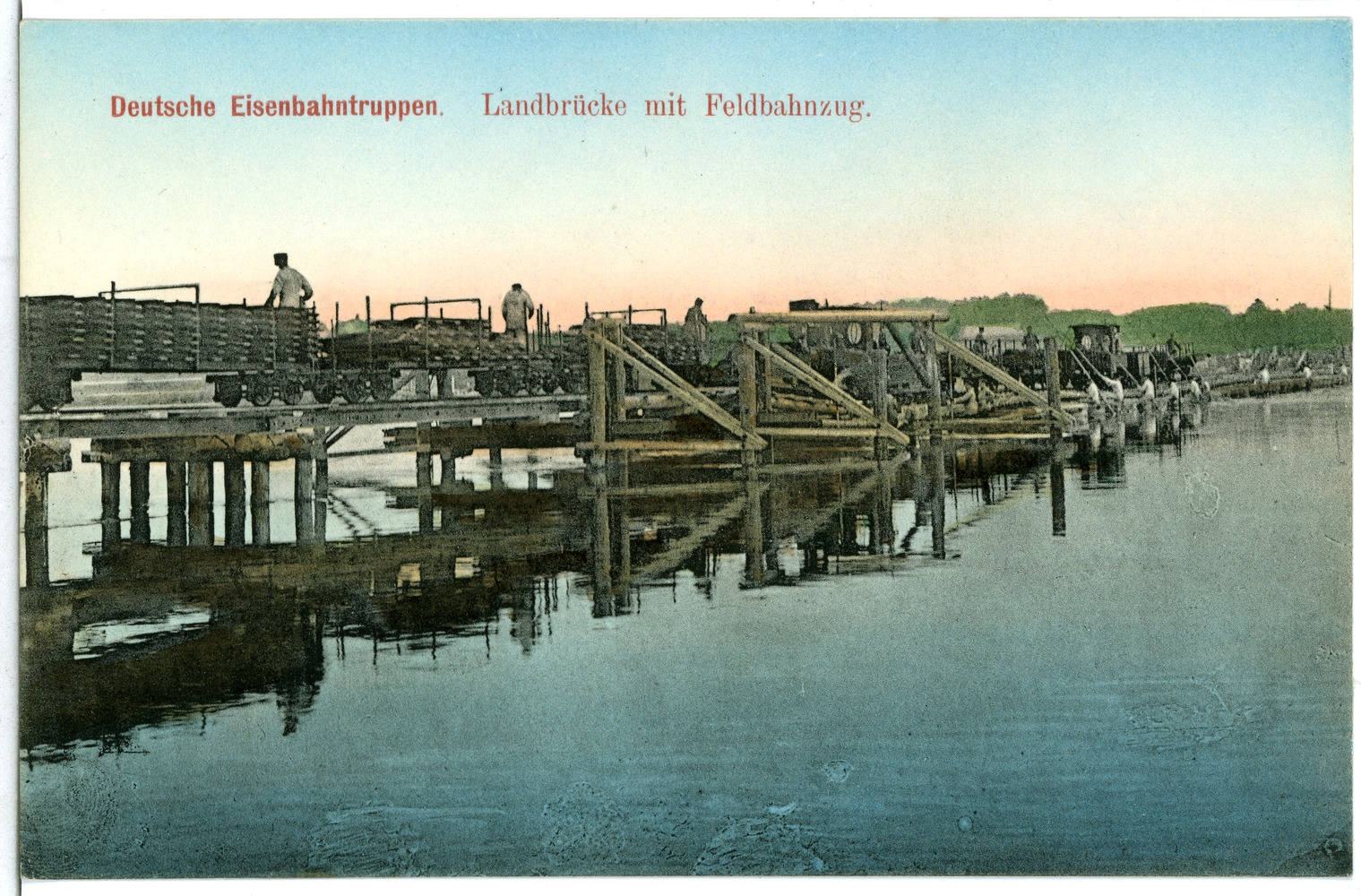
Pontonbrücke über die Elbe

Die Heeresfeldbahnübung 1909 war ein großes Manöver in Sachsen, bei dem eine fast 37 Kilometer lange Heeresfeldbahn mit einer Spurweite von 600 mm von Pioniereinheiten aus Sachsen, Preußen, Bayern und anderen deutschen Staaten von Schänitz nach Seeligstadt im Meißener Land aufgebaut und betrieben wurde. Neben dem Gleisbau wurden auch die Errichtung einer Pontonbrücke über einen Fluss, der Aufbau einer Seilzuganlage auf einer Steilstrecke und der Bau eines größeren, talüberspannenden Viaduktes aus Holz geübt.

## Geschichte

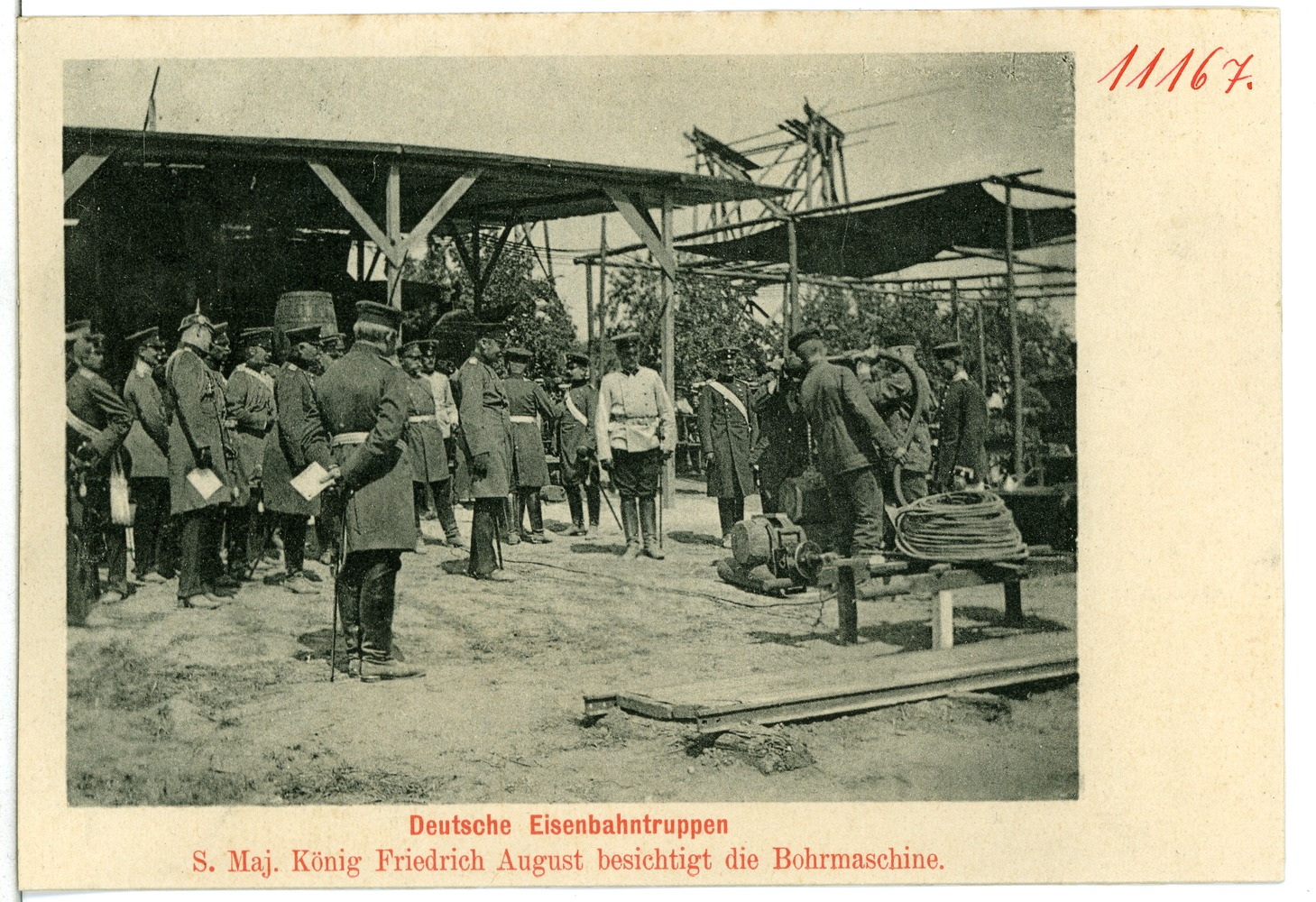
„Seine Majestät König Friedrich August besichtigt die Bohrmaschine“ (zeitgenössische Ansichtskarte von Brück & Sohn, Meißen)

Die Amtshauptmannschaft Meißen publizierte die Planung der Feldbahnübung am 4. August 1909 durch ein amtliches Dekret mit der Nummer 1424 II, um die an der Strecke liegenden Gemeinden über bevorstehende Einquartierungen zu informieren. Bereits am darauffolgenden Tag begann die Übung mit den ersten Materialtransporten. Am 9. August 1909 quartierte sich das 1. Königlich Sächsische Bataillon des Königlich Preußischen Eisenbahnregiments Nr. 1 in Weißig ein und entlud dort am 11. August 1909 die ersten vier als Zwilling bezeichneten Heeresfeldbahn-Lokomotiven. Die Strecke wurde vom 21. bis 31. August 1909 aus Fünf-Meter-Gleisjochen errichtet.
Am 27. August 1909 kam es bei Kaschka zu einem Unfall, als ein Bauzug in starkem Gefälle entgleiste und ein weiterer Zug auf ihn auffuhr. Dabei wurden ein Lokomotivführer und ein Heizer verletzt.
Die 36,7 km lange Strecke war ab 31. August 1909 betriebsbereit. Sie wurde ab Mittwoch, dem 1. September 1909, tags und nachts betrieben. Am Sonntag, dem 5. September 1909, gab es einen Ruhetag, um am Lugaer Viadukt, am Feldbahn-Bahnhof Schänitz und bei Pinkowitz  große Feldgottesdienste abzuhalten. Am 6. September 1909 wurden die Lokomotiven ab Mitternacht wieder angeheizt, so dass Punkt 5 Uhr der Betrieb nach Fahrplan wieder aufgenommen werden konnte, der bis zum 8. September 1909 „zur vollsten Zufriedenheit der Militärs“ durchgeführt wurde. Vom 9. bis zum 22. September 1909 wurde die Feldbahn abgebaut.
Die Übung wurde mehrmals durch den sächsischen König Friedrich August III. sowie den Chef des preußischen Generalstabs, Helmuth Johannes Ludwig von Moltke, besichtigt. Kaiser Wilhelm II. schickte ein Glückwunschtelegramm.

## Streckenverlauf
| Streckenverlauf von 1909 auf einer Karte von 2021 |           |                                     |                                  |
| Spurweite: | unbekannt |                                     |                                  |
| |           |                                     |                                  |
| \| \| km \| \| m ü. d. M. \| \| \| \| Überführungsbahnhof „Ost“ \| \| \| \| \| Pontonbrücke über die Elbe \| \| \| \| \| Überführungsbahnhof „West“ \| \| \| \| 0,0 \| Anfangs- und Maschinenbhf. Schänitz \| 95 \| \| \| 6,2 \| Oberlommatzsch \| 140 \| \| \| \| Staatsstraße Dresden-Leipzig \| \| \| \| 10,8 \| Kellerberg \| 175 \| \| \| \| Drahtseilstrecke \| \| \| \| 12,3 \| Piskowitz \| 115 \| \| \| \| Straße Lommatzsch–Zehren \| \| \| \| 12,8 \| Ketzerbach \| Ketzerbach \| \| \| 15,4 \| Priesa \| 165 \| \| \| \| Einschnitt, 6 m breit, 1,5 m tief \| \| \| \| 20,5 \| Stroischen \| 235 \| \| \| 22,4 \| Löthain \| 225 \| \| \| 25,1 \| Schmalspurbahn Wilsdruff–Gärtitz \| Schmalspurbahn Wilsdruff–Gärtitz \| \| \| 27,3 \| Luga \| 205 \| \| \| 27,7 \| Viadukt Luga \| Viadukt Luga \| \| \| 29,3 \| Eisenbahnüberführung Wiesengrund \| Eisenbahnüberführung Wiesengrund \| \| \| 30,0 \| Roitzschen \| 180 \| \| \| 30,5 \| Triebisch \| 164 \| \| \| 31,0 \| Bahnstrecke Borsdorf–Coswig \| 160 \| \| \| 31,2 \| Mühlgraben \| Mühlgraben \| \| \| 31,4 \| Gallenbach \| Gallenbach \| \| \| 31,5 \| Gallenbach \| Gallenbach \| \| \| 35,0 \| Gallenbach \| Gallenbach \| \| \| 36,7 \| Seeligstadt \| 245 \| |           |                                     |                                  |
| | km        |                                     | m ü. d. M.                       |
| Kopfbahnhof Streckenanfang |           | Überführungsbahnhof „Ost“           | Überführungsbahnhof „Ost“        |
| Brücke über Wasserlauf |           | Pontonbrücke über die Elbe          | Pontonbrücke über die Elbe       |
| Bahnhof |           | Überführungsbahnhof „West“          | Überführungsbahnhof „West“       |
| Bahnhof | 0,0       | Anfangs- und Maschinenbhf. Schänitz | 95                               |
| Bahnhof | 6,2       | Oberlommatzsch                      | 140                              |
| Bahnübergang |           | Staatsstraße Dresden-Leipzig        | Staatsstraße Dresden-Leipzig     |
| Bahnhof | 10,8      | Kellerberg                          | 175                              |
| |           | Drahtseilstrecke                    |                                  |
| Bahnhof | 12,3      | Piskowitz                           | 115                              |
| Bahnübergang |           | Straße Lommatzsch–Zehren            | Straße Lommatzsch–Zehren         |
| Brücke über Wasserlauf | 12,8      | Ketzerbach                          | Ketzerbach                       |
| Bahnhof | 15,4      | Priesa                              | 165                              |
| |           | Einschnitt, 6 m breit, 1,5 m tief   |                                  |
| Bahnhof | 20,5      | Stroischen                          | 235                              |
| Bahnhof | 22,4      | Löthain                             | 225                              |
| Kreuzung geradeaus oben | 25,1      | Schmalspurbahn Wilsdruff–Gärtitz    | Schmalspurbahn Wilsdruff–Gärtitz |
| Bahnhof | 27,3      | Luga                                | 205                              |
| Brücke | 27,7      | Viadukt Luga                        | Viadukt Luga                     |
| Brücke | 29,3      | Eisenbahnüberführung Wiesengrund    | Eisenbahnüberführung Wiesengrund |
| Bahnhof | 30,0      | Roitzschen                          | 180                              |
| Brücke über Wasserlauf | 30,5      | Triebisch                           | 164                              |
| Kreuzung geradeaus oben | 31,0      | Bahnstrecke Borsdorf–Coswig         | 160                              |
| Brücke über Wasserlauf | 31,2      | Mühlgraben                          | Mühlgraben                       |
| Brücke über Wasserlauf | 31,4      | Gallenbach                          | Gallenbach                       |
| Brücke über Wasserlauf | 31,5      | Gallenbach                          | Gallenbach                       |
| Brücke über Wasserlauf | 35,0      | Gallenbach                          | Gallenbach                       |
| Kopfbahnhof Streckenende | 36,7      | Seeligstadt                         | 245                              |

Vom Überführungsbahnhof „Ost“ am normalspurigen Anschlussgleis der Chemischen Fabrik v. Heyden in Nünchritz, das beim Bahnhof Weißig von der Bahnstrecke Riesa–Dresden abzweigte, führte die Feldbahn über eine Pontonbrücke über die Elbe zum Überführungsbahnhof „West“. Die Pontonbrücke durfte von den Materialtransportzügen nur an sechs Stunden pro Tag für den Schienenverkehr genutzt werden, um die Elbschifffahrt nicht zu behindern.

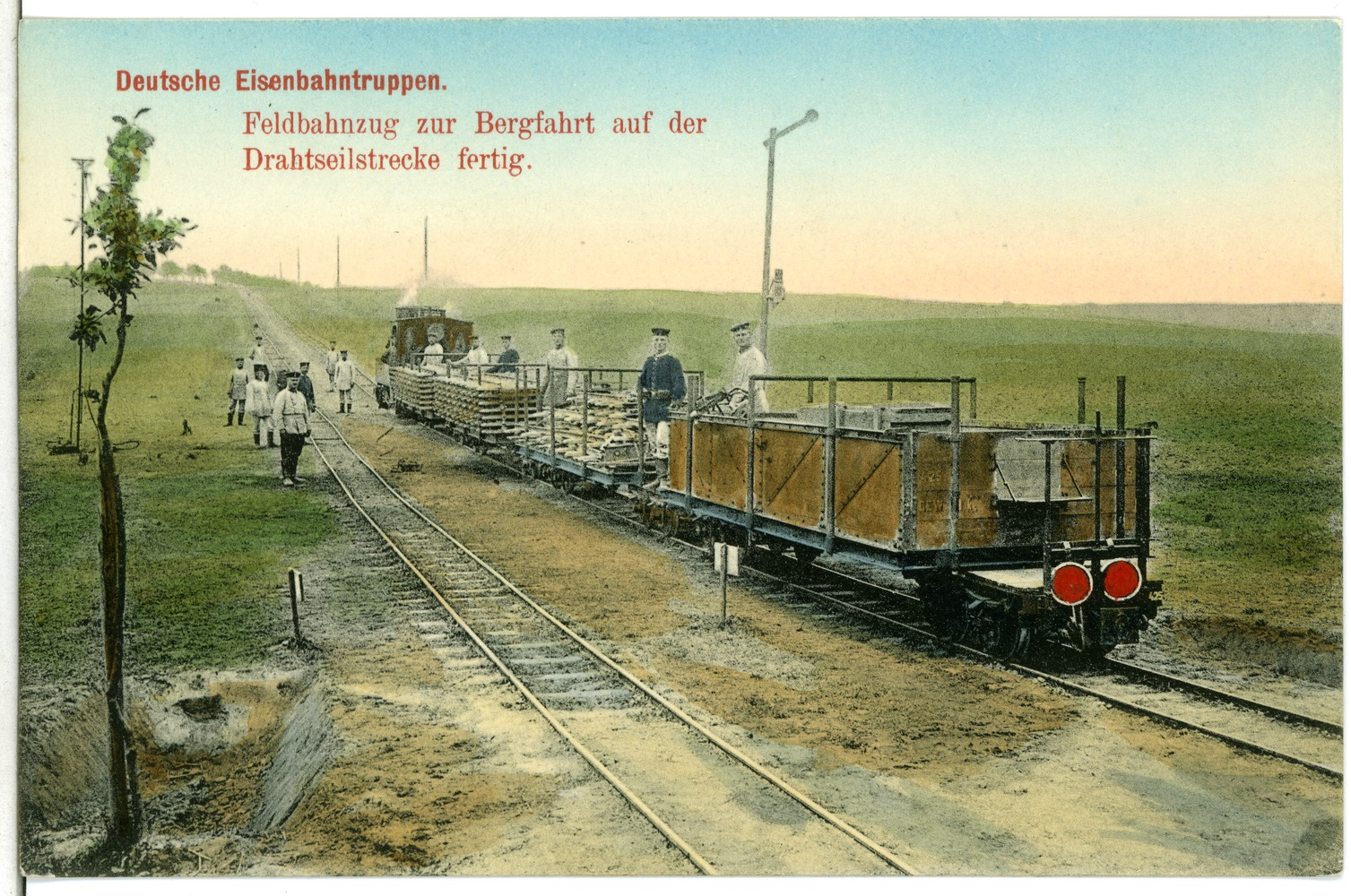
„Drahtseilstrecke“ bei Zscheilitz

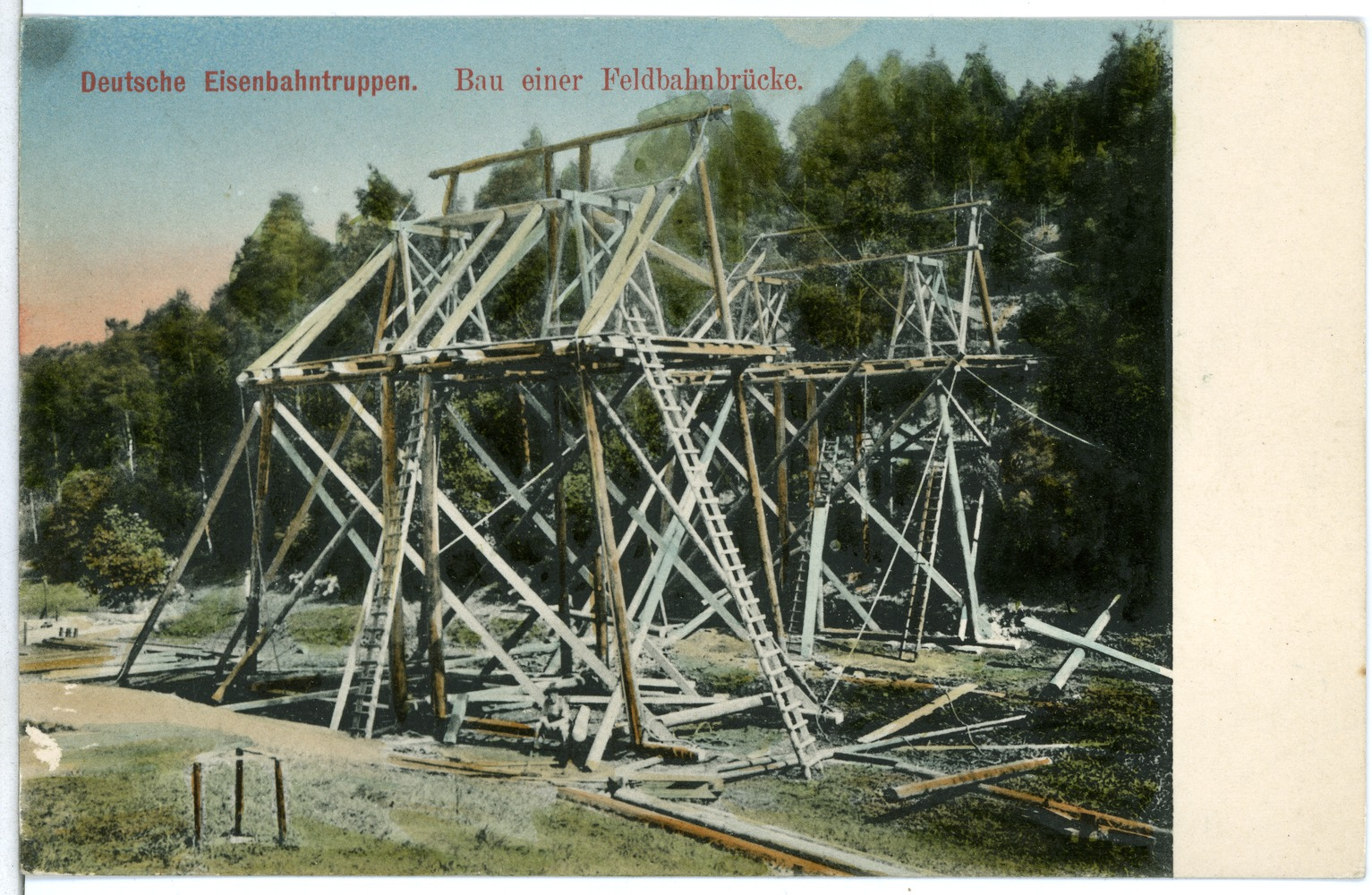
Bau des Viaduktes bei Luga

Dort begann die Kilometrierung an der ersten Telefonstation beim Anfangs- und Maschinenbahnhof Schänitz. Die Strecke verlief in südlicher Richtung westlich von Schänitz, Boritz und Bahra und östlich von Kobeln nach Oberlommatzsch, wo sich die zweite Telefonstation befand. Die Strecke folgte der Straße Oberlommatzsch-Wölkisch und kreuzte am Gasthof Wölkisch die Staatsstraße Dresden–Leipzig. Sie führte weiter über Zscheilitz zur dritten Telefonstation Kellerberg auf der Zscheilitzer Höhe. Dort begann eine 515 m lange, zweigleisige Drahtseilstrecke, um das Gefälle zur vierten Telefonstation in Piskowitz zu überwinden, in der es umfangreiche Gleisanlagen gab. Die bergabfahrenden Züge wurden über ein Drahtseil und eine Umlenkrolle mit den bergauffahrenden Zügen verbunden, da die Steigung für den alleinigen Lokomotivbetrieb zu groß war.
Nach der Überquerung der Straße Lommatzsch–Zehren verlief die Strecke im Tal über Schieritz zur fünften Telefonstation bei Priesa. Von dort stieg die Strecke bergan und erreichte nach der Umfahrung des Ortes Großkagen über Pröda und Kaisitz die sechste Telefonstation in Stroischen und die siebte Telefonstation in Löthain.
Die Strecke überquerte auf einer 28,6 m langen Holzbrücke die noch im Bau befindliche Schmalspurbahn Wilsdruff–Gärtitz und führte über Canitz zur achten Telefonstation bei Luga. Auf dem 23 m hohen und 280 m langen hölzernen Viadukt bei Luga überquerte sie das Tal der Triebisch und führte zur neunten Telefonstation in Roitzschen. Von dort überquerte sie die Bahnstrecke Borsdorf–Coswig und führte über Sönitz zur zehnten Telefonstation beim Endbahnhof in Seeligstadt.

## Jubiläumsfeier mit Reenactment
Einhundert Jahre nach der Großen Heeresfeldbahnübung fand vom 27. bis zum 30. August 2009 eine Jubiläumsveranstaltung mit „Reenactment“ beziehungsweise dem Original nachempfundener Wiederaufführung statt. Dafür wurden nach dreijähriger Planung etwa 600 m Schienenmaterial auf einer Wiese entlang des Gallenbaches in Seeligstadt einschließlich zweier Ausweichen am Schienenanfang und Schienenende verlegt, so dass mit der Krauss-Dampflok Nr. 7790, einem geschlossenen Sanitätswagen und zwei Feldbahnwagen der Feldbahnbetrieb nachgestellt werden konnte. Insgesamt gab es fünf Weichen, eine Brücke und einen Lokschuppen.